# Carl Gustaf Thomson

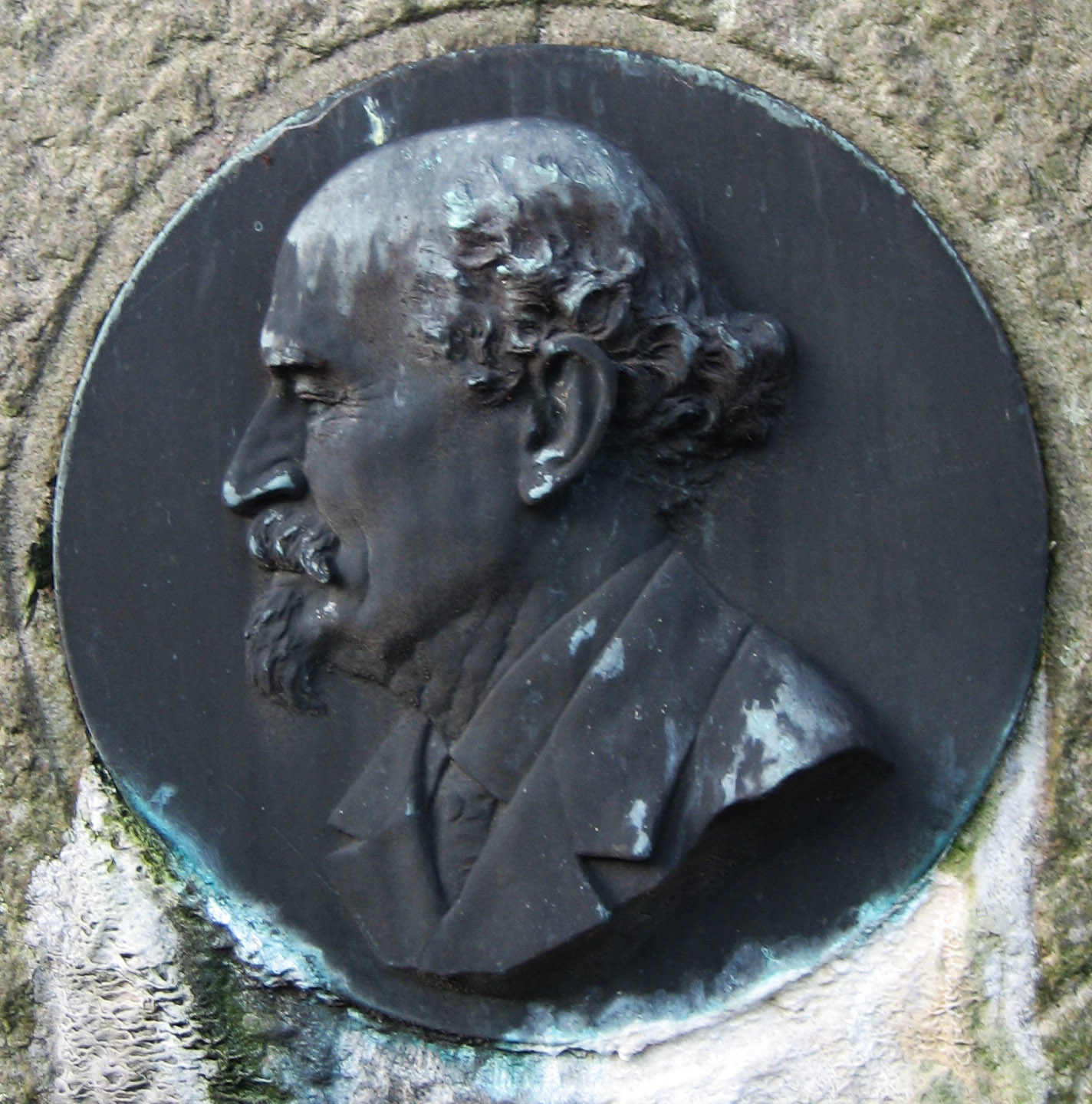
Carl Gustav Thomson
Porträt am Grabmal, Norra Kyrkogården, Lund

Carl Gustaf Thomson, auch Karl, (* 13. Oktober 1824 im Kirchspiel Mellan-Grevie, Malmöhus län; † 20. September 1899 in Lund) war ein schwedischer Entomologe.

## Leben
Thomson studierte ab 1843 an der Universität Lund mit dem Magister-Abschluss 1850 und wurde dort 1857 Dozent für Zoologie und später Professor. 1862 wurde er Kurator für Entomologie am Zoologischen Museum in Lund und 1864 Adjunkt für Entomologie. 1872 reiste er mit einem staatlichen Stipendium durch Europa um Sammlungen zu studieren. In Berlin wurde ihm 1877 die Leitung der Abteilung Entomologie am Naturkundemuseum angeboten, was er aber ablehnte.
Neben Insekten in Skandinavien, über deren Käfer und Hautflügler er Monographien verfasste, untersuchte er auch zum Beispiel die Insekten der schwedischen Weltumsegelungs-Expedition auf de HMS Eugenie. Er benannte einige Insekten-Taxa, zum Beispiel Skarabäus-Arten und er begründete die Familie Trachypachidae.
1861 wurde er Mitglied der Königlichen Physiographischen Gesellschaft in Lund. Er war Ehrenmitglied der entomologischen Gesellschaften in Berlin, Brüssel, London, Paris und Sankt Petersburg. Der Hauptteil seiner Insektensammlung ist in Lund, teilweise ist sie aber auch verstreut.
Als Hobby spielte er Flöte in schwedischer Volksmusik.

## Schriften
- Coleoptera Scandinaviae. 10 Bände, 1859 bis 1868 (Auswahl, archive.org).
- Skandinaviens insecter. Lund 1862 (archive.org), neue Auflage 1885.
- Scandinavia Hymenoptera. 5 Bände 1871 bis 1879.
- Opucsula Entomologica. 22 Bände, 1869 bis 1897 (Band 1–4, archive.org, Band 5–8, archive.org, Band 9–15, archive.org, Band 16–22, archive.org).